# 10-та кавалерійська дивізія (Російська імперія)
10-та кавалерійська дивізія — кавалерійське з'єднання в складі Російської імператорської армії. Входила до складу 10-го армійського корпусу.

## Історія

### Формування
- 1875-1918 - 10-та кавалерійська дивізія

### Бойовий шлях
На етапі стратегічного розгортання російської армії наприкінці липня - початку серпня 1914 року дивізія знаходилася в районі Кременцю, підчас бою в районі Тернополя встановила присутність австрійського 11-го корпусу. Підчас  бою у Ярославиць 8 серпня 1914 року, завдала поразки 4-й кавалерійській дивізії Австро-Угорщини.

## Склад дивізії
- 1-ша бригада (Суми)
  -  10-й драгунський Новгородський короля Вюртемберзького полк
  - 10-й уланський Одеський полк
- 2-га бригада (Харків)
  - 10-й гусарський Інгерманландський Й. К. В. Великого Герцога Саксен-Веймарського полк
  - 1-й Оренбурзький козацький Й. І. В. Спадкоємця Цесаревича полк
- 3-й Донський козацький артилерійський дивізіон (Чугуїв)

## Командування дивізії

### Начальники дивізії
- 27.07.1875 - 10.07.1883 - генерал-майор (з 16.04.1878 генерал-лейтенант) Дедюлін Олександр Якович
- 10.07.1883 - 04.03.1884 - генерал-майор Бодіско Костянтин Костянтинович
- 04.03.1884 - 03.11.1887 - генерал-майор (з 06.05.1884 генерал-лейтенант) Еттер Микола Павлович
- 23.11.1887 - 27.03.1897 - генерал-майор (з 30.08.1888 генерал-лейтенант) Ребиндер Олександр Максимович
- 16.04.1897 - 25.05.1899 - генерал-майор (з 13.01.1898 генерал-лейтенант) Сухомлинов Володимир Олександрович
- 31.05.1899 - 25.04.1901 - генерал-лейтенант барон фон Штакельберг Георгій Карлович
- 07.05.1901 - 07.05.1903 > - генерал-майор Бібіков Сергій Ілліч
- 25.05.1903 - 07.01.1904 - генерал-майор князь Одоєвський-Маслов Микола Миколайович
- 03.02.1904 - 14.08.1907 - генерал-майор (з 06.12.1906 генерал-лейтенант) Машин Петро Олександрович
- 21.08.1907 - 09.09.1908 - генерал-лейтенант Верьовкін Михайло Миколайович
- 09.09.1908 - 29.01.1912 - генерал-лейтенант Раух Георгій Оттонович
- 25.02.1912 - 03.04.1915 - генерал-майор (з 31.05.1913 генерал-лейтенант) граф Келлер Федір Артурович
- 21.04.1915 - 1917 - генерал-майор (генерал-лейтенант) Марков Василь Євгенович
- 11.1917 - 04.1918 - полковник Барбович Іван Гаврилович (виборний)